# Gösta Åberg (illustratör)
Gösta Wilhelm Alfred Åberg, född 6 september 1905 i Stockholm, död 9 april 1981, var en svensk målare, tecknare, skulptör och reklamkonstnär. 
Han var son till verkmästaren Oscar Åberg och Ebba von Sefverblad och från 1938 gift med Elly Christina Karlson. Åberg utbildade sig genom studieresor till Italien, Danmark och Norge. Han var huvudsakligen verksam som reklamkonstnär och tecknade bland annat affischer för svensk film. Under åren 1935–1965 utformade han ett 1000-tal filmaffischer som ingår i de Filmhistoriska samlingarna vid Tekniska museet i Stockholm. Separat ställde han ut sin konst på Konstsalong Rålambshof i Stockholm 1950 och han medverkade i samlingsutställningar arrangerade av Sveriges allmänna konstförening och Gotlands konstförening. Han målade även en del oljemålningar som blev succé. Dock försvann de mesta av hans verk i branden 1962. Hans bilder är mycket uppskattade världen över.